# هيو مكدونالد (مغني)
هيو مكدونالد (بالإنجليزية: Hugh McDonald)‏ هو مغني وكاتب أغاني أسترالي، ولد في 17 يوليو 1954، وتوفي في 18 نوفمبر 2016.

## وصلات خارجية
- الموقع الرسمي
- هيو مكدونالد على موقع ميوزك برينز (الإنجليزية)
- هيو مكدونالد على موقع ديسكوغز (الإنجليزية)